# Hypsicera huma
Hypsicera huma là một loài tò vò trong họ Ichneumonidae.